# Гагаузия-Огузспорт
«Гагау́зия-Огузспорт» (гаг. FC Gagauziya-Oguzsport) — футбольный клуб из города Комрат, столицы АТО Гагаузия. Основан в 1996 году. Выступает на стадионе «Комрат» вместимостью 5000 зрителей. В сезоне 2010/11 клуб дебютировал в Национальном Дивизионе — высшей футбольной лиге Молдовы.

## История
Клуб официально основан в 1996 году под названием «Университатя». Ведутся споры, является ли «Университатя» преемницей ФК «Буджак» (Комрат).
В сезоне 2009/10 «Гагаузия» заняла 3-е место в Дивизионе «A». Серебряный призёр чемпионата, «Лилкора», отказалась от повышения, вследствие чего клуб из Комрата получил путёвку в высший дивизион молдавского футбола.
В сезоне 2010/11 «Гагаузия» заняла 13-е место в Национальном дивизионе, и клуб вылетел обратно в Дивизион «А». В сезоне 2012/13 практически весь состав «Гагаузии» был распущен и игроки были набраны из комратского спортлицея. В июле 2015 года «Гагаузия» объединилась с другим местным клубом — «Огузспортом».

## Достижения
- Обладатель Кубка Молдовы: 1992
- Бронзовый призёр чемпионата Молдовы: 1992

## История выступлений
| Сезон   | Лига                  | Место | Кубок       |
| ------- | --------------------- | ----- | ----------- |
| 2007/08 | Дивизион «A»          | 9     | 1/8 финала  |
| 2008/09 | Дивизион «A»          | 4     | 1/8 финала  |
| 2009/10 | Дивизион «A»          | 3     | 1/32 финала |
| 2010/11 | Национальный Дивизион | 13    | 1/16 финала |
| 2011/12 | Дивизион «A»          | 9     | 1/8 финала  |
| 2012/13 | Дивизион «A»          | 11    | 1/32 финала |
| 2013/14 | Дивизион «A»          | 10    | 1/16 финала |
| 2014/15 | Дивизион «A»          | 12    | 1/8 финала  |
| 2015/16 | Дивизион «A»          | 6     | 1/8 финала  |
| 2016/17 | Дивизион «A»          | 12    | 1/8 финала  |

## Тренеры
- Сергей Ботнараш (2010)
- Дмитрий Арабаджи (2015—2016)